# Breitbrunn am Chiemsee
Breitbrunn am Chiemsee, Breitbrunn a.Chiemsee – miejscowość i gmina w Niemczech, w kraju związkowym Bawaria, w rejencji Górna Bawaria, w regionie Südostoberbayern, w powiecie Rosenheim, siedziba wspólnoty administracyjnej Breitbrunn. Leży około 20 km na północny wschód od Rosenheimu, nad jeziorem Chiemsee.

## Demografia
| Rok  | Liczba mieszk. |
| ---- | -------------- |
| 1970 | 1 057          |
| 1987 | 1 260          |
| 2005 | 1 426          |

### Struktura wiekowa
Dane o ludności z 31 grudnia 2008:
| Opis                                | Ogółem | Ogółem | Kobiety | Kobiety | Mężczyźni | Mężczyźni |
| ----------------------------------- | ------ | ------ | ------- | ------- | --------- | --------- |
| Jednostka                           | osób   | %      | osób    | %       | osób      | %         |
| Populacja                           | 1468   | 100    | 753     | 51,29   | 715       | 48,71     |
| Wiek przedprodukcyjny (0–17 lat)    | 317    | 21,59  | 155     | 10,56   | 162       | 11,04     |
| Wiek produkcyjny (18–65 lat)        | 821    | 55,93  | 417     | 28,41   | 404       | 27,52     |
| Wiek poprodukcyjny (powyżej 65 lat) | 330    | 22,48  | 181     | 12,33   | 149       | 10,15     |

## Polityka
Wójtem gminy jest Johann Thalhauser, rada gminy składa się z 12 osób.
|      | CSU/FWG | BL | UW | FW/ÜWG | Razem |
| 2008 | 5       | 2  | 2  | 3      | 12    |
| 2002 | 5       | 3  | 2  | 2      | 12    |

## Oświata
W gminie znajduje się przedszkole oraz szkoła podstawowa (7 nauczycieli, 113 uczniów).